# Тод Бимер
Тод Морган Бимер (енгл. Todd Morgan Beamer; Флинт, 24. новембар 1968 — Стоникрик Тауншип, 11. септембар 2001) био је амерички путник на авио лету 93 Јунајтед ерлајнса, заробљен у нападима 11. септембра 2001. године. Био је један од путника који су покушали да успоставе контролу над авионом, током напада, због чега је авион доживио колапс у пољу код Стоникрика недалеко од Шанксвила (Пенсилванија).

## Биографија
Тод Бимер рођен је 24. новембра 1968. године у граду Флинт (Мичиген). Отац му је био Дејвид Бимер, а мајка Пеги Џексон Бимер; средње је дијете од троје колико су имали, и једини син. Породица се преселила у Покипси (Њујорк), а затим у Витон (Илиноис), предграђе западно од Чикага, гдје је Дејвид је радио у Амдолу, комапанији за рачунарску опрему.
Бимер је похађао Хришћанску гимназију Витон, гдје је играо бејзбол, кошарку и фудбал. Похађао је Академију Витон, Хришћанску средњу школу (1983—1985), гдје је бриљирао у истим спортовима.
Студирао је на Државном универзитету Фресно, гдје се специјализовао за физикалну терапију и истовремено играо бејзбол, с надом да ће једног дана професионално да се бави тим спортом. Планове су му поквариле повреде које је задобио у саобраћајној несрећи. Вратио се кући у Илиноис, гдје се пребацио на Витон колеџ, хришћански универзитет. Наставио је да игра бејзбол, и постао виши капитен кошаркашког тима. Дипломирао је 1991. године.
За вријеме студија на Колеџу Витон, упознао је Лису Брошус, своју будућу супругу. Први састанак су имали 2. новембра 1991. године, а када је требало да прославе десету годишњицу истог, Тодов живот се несрећно угасио.
Бимер је оженио Брошусову 14. маја 1994. године у Пикскилу (Њујорк), након чега су се преселили у Плејнсборо (Њу Џерси).
Бимер и Лиса су предавали у недељној школи у цркви шест година, а радили су и у Министарству за омладину. Бимер је такође играо за црквени софтбол тим. Био је ватрени љубитељ Кабса, Булса и Берса. Године 2000. Бимер се преселио у Кранбери (Њу Џерзи) са своја два сина.

### Лет 93
Његов рад га је присилио да путује до четири пута мјесечно, a понекад се знао задржати и цијелу недјељу. Године 2001. је зарадио петодневно путовање у Италију са супругом, као најбољи продавач. Вратили су се кући у понедјељак, 10. септембра, у 5 сати послије подне (ЕСТ). Иако је Бимер могао да оде те вечери на пословни састанак у Калифорнију, који је требало да се одржи у уторак, одлучио је да проведе више времена са својом породицом. Његова супруга је сљедећег јануара требало да на свијет донесе њихово треће дијете. Кућу је напустио сљедећег јутра у 6.15, како би раније одлетио из Њуарка у Сан Франциско да се састане са представницима корпорације Сони у 13.00, планирајући да се исте ноћи укрца на авион како би стигао назад кући рано ујутру.
Лет 93 био је заказан у 8.00, али Боинг 757 није полетио све до 8.42 због кашњења осталих авиона и заузете писте. Шест минута касније, лет 11 Американ ерлајнса је ударио у Свјетски трговински центар (у Сјеверну кулу). Око 15 минута касније, у 9.03, док је лет 175 био у нападу на Јужну кулу, лет 93 се пењао пењао како би достигао висину крстарења, и кретао западно, изнад Њу Џерзија ка Пенсилванији. У 9.25, лет 93 је био изнад источног дијела Охаја, и његов пилот је радиом јавио контролорима Кливленда да истраже обавјештење које је обасјавало екран његовог рачунара у кабини са ознаком „Чувај се, недозвољен упад у кабину”. Три минуте касније, контролори Кливленда могли су да чују крике из кабине кроз микрофон који је и даље био искључен. Неколико тренутака касније, отмичари, на челу са Либанцем Зијадом Самиром Џарахом, преузели су контролу над авионом, искључили режим ’аутопилот’, и рекли путницима: „Останите на својим мјестима. Имамо бомбу у авиону.” Бимер и остали путници били су сатјерани у задњи дио авиона. Завјеса између прве и економске класе била је уклоњена, и у том тренутку, Бимер је видио пилота и копилота, који су мртви лежали на поду у близини завјесе. Грла су им била пресјечена, како га је обавијестила стјуардеса. У року од шест минута, авион је промијенио курс и кренуо ка Вашингтону. Неколико путника је телефонски позвало своје најмилије, који су их обавијестили о два авиона која су погодила СТЦ у Њујорку и о трећем који је ударио у зграду Пентагона у Арлингтону (Вирџинија). Бимер је покушао да успостави позив преко телефона који се налазио на задњем дијелу сједишта авиона, али је био усмјерен на представника корисничког сервиса, који га је прослиједио ка надзорнику за телефоне у авионима, Лиси Џеферсон. Док су агенти Федералног истражног бироа слушали њихов разговор, Бимер је рекао Џеферсоновој да су отмичари преузели контролу над летом 93, да је један путник убијен, и поменуо је мртве пилоте. Такође је рекао да су двојица отмичара била наоружана ножевима, а један је имао бомбу везану око струка. Када су отмичари нагло усмјерили авион ка југу, Бимер је панично викао: „Идемо! Идемо доле!”
Након тога, путници и посада су одлучили да дјелују. Према ономе што се чуло из телефонског разговора, Бимер је заједно са Марком Бингамом, Томом Бернетом и Џеремијем Гликом, смислио план како да поврате контролу над авионом. Придружили су им се и други путници, међу којима су Лу Нек, Рич Гвадањо, Алан Бивен, Онор Елизабет Вејнио, Линда Гронланд и Вилијам Кешмен, заједно са стјуардесама Сандром Бредшо и Си Си Рос-Лилс. У разговору о својим могућностима гласали су о току акције, и на крају одлучили да упадну у кабину и преузму контролу над авионом. Бимер је рекао Џеферсоновој да група планира да „нападне” отмичаре и приземљи авион прије него што би они могли спровести свој план до краја. Бимер је рецитовао Господњу молитву и 23. псалм са Џеферсоновом, подстичући друге да се придруже. Затим је затражио од Џеферсонове: „Ако не преживим, молим вас позовите моју породицу и реците им колико их волим.” Након тога, Џеферсонова је чула пригушене звукове и Бимера како јасно одговара: „Да ли сте спремни? ОК! Идемо!” Ово су биле Бимерове посљедње ријечи упућене Џеферсоновој.

## Галерија слика
- Панел Тода Бимера на бронзаном панелу који има ознаку S-68;
Национални меморијални центар на Менхетну
- Бимерово име на 3. панелу, са центром за посјетиоце у позадини;
Национални меморијални центар у Стоникрик Тауншипу